# Rhopalomyia chrysanthemum
Rhopalomyia chrysanthemum är en tvåvingeart som beskrevs av Monzen 1937. Rhopalomyia chrysanthemum ingår i släktet Rhopalomyia och familjen gallmyggor. Inga underarter finns listade i Catalogue of Life.